# Detlef Kuhlmann
Detlef Kuhlmann (* 8. Oktober 1954 in Bielefeld) ist ein deutscher Sportpädagoge und war Professor an der Leibniz Universität Hannover.

## Leben
Kuhlmann studierte von 1974 bis 1979 Linguistik, Deutsch, Sport und Erziehungswissenschaft an der Universität Bielefeld und schloss mit dem 1. Staatsexamen ab. Von 1980 bis 1988 war er Wissenschaftlicher Mitarbeiter an der Abteilung Sportwissenschaft der Universität Bielefeld. 1983 promovierte er mit einer Arbeit zur Sportlehrersprache. Von 1988 bis 1992 war Detlef Kuhlmann wissenschaftlicher Referent und stellvertretender Leiter der Willi-Weyer-Akademie, Führungs- und Verwaltungs-Akademie (FVA) Berlin des Deutschen Sportbundes. Am Institut für Sportwissenschaft der Freien Universität Berlin war er von 1992 bis 2000 Akademischer Oberrat. Er hatte von 2000 bis 2006 Vertretungsprofessuren für Sportpädagogik an den Universitäten in Regensburg und Hannover inne. Von März 2006 bis zu seinem altersbedingten Ausscheiden im März 2023 war er ordentlicher Universitäts-Professor und Leiter des Arbeitsbereichs Sport und Erziehung (Sportpädagogik) am Institut für Sportwissenschaft der Leibniz Universität Hannover. Kuhlmann war von 2006 bis 2008, von 2010 bis 2011 und von 2014 bis 2016 Geschäftsführender Direktor des Instituts für Sportwissenschaft.
Er war Aufbaubeauftragter für die Kompetenzgruppe „Fankulturen und Sport bezogene Soziale Arbeit“ (KoFaS) am Institut für Sportwissenschaft (2011–2015) und hatte die wissenschaftliche Begleitung der Projektdatenbank „www.sport-integriert-niedersachsen.de“ beim Landessportbund Niedersachsen inne (2008–2023).
Detlef Kuhlmann war sportlich aktiv, unter anderem im Handball, und betreibt bis heute Ausdauersport als Langstreckenläufer (unter anderem hat er 30-mal den Berlin-Marathon beendet). Er ist ehrenamtlich in mehreren Sportorganisationen engagiert, unter anderem als Mitglied im Forschungsverbund „Bildungspotentiale der Kinder- und Jugendarbeit im Sport“ bei der Deutschen Sportjugend und langjährig als Sprecher der Arbeitsgruppe „Handball an Hochschulen“ im Deutschen Handballbund. Von April 2014 bis April 2023 war er Vorsitzender des Fakultätentags Sportwissenschaft an den Universitäten und Pädagogischen Hochschulen in Deutschland, seitdem (kommissarisch) stellvertretender Vorsitzender. Seit 2016 ist er Mitglied des Vorstandes (seit 2024 Vorsitzender) des Niedersächsischen Instituts für Sportgeschichte. In Berlin organisiert er seit 1990 den Literatur-Marathon im Rahmen des Berlin-Marathon als ehrenamtlicher Ressortleiter Kultur bei SCC Events GmbH.
Seine Arbeitsschwerpunkte und Forschungsgebiete sind pädagogische Fragen des Sports, insbesondere des Schulsports und des Sports in Vereinen und Verbänden sowie die Sportentwicklung einschließlich der Sportwissenschaft. Seit 2022 ist Detlef Kuhlmann Mitglied des Hochschulrates der Deutschen Sporthochschule Köln.

## Auszeichnungen
- Hermann-Altrock-Stipendium des Deutschen Sportbundes (1981)
- Promotionspreis der Westfälisch-Lippischen Universitätsgesellschaft (1983)
- Lobende Anerkennung beim Carl Diem-Wettbewerb des Deutschen Sportbundes (1983/84)
- Ehrengabe der Deutschen Sportjugend (2014)
- Goldene Ehrennadel der Deutschen Vereinigung für Sportwissenschaft (2021)
- Ehrennadel des Landessportbundes Niedersachsen (2023)
- Ars legendi-Sonderpreis des Stifterverbandes für die Deutsche Wissenschaft und der Heinz Nixdorf Stiftung (2023)

## Schriften

### Monografien
- Sportpädagogik. Ein Lehrbuch in 14 Lektionen. Zusammen mit Eckart Balz. Meyer & Meyer Verlag Aachen 2015, ISBN 978-3-89124-667-2.
- Querpässe zwischen Sport und Sportwissenschaft. Arete Verlag Hildesheim 2014, ISBN 978-3-942468-38-1.
- Entwicklungen im organisierten Sport. Beiträge in pädagogischer Perspektive. Academia Verlag St. Augustin 1999, ISBN 978-3-89665-132-7.
- Wettkampfsport: Domäne in der Defensive? Theoretische Ansätze und empirische Befunde. Hofmann Verlag Schorndorf 1998, ISBN 3-7780-1721-7.
- Sprechen im Sportunterricht. Eine Analyse sprachlicher Inszenierungen von Sportlehrern. Hofmann Verlag Schorndorf 1986, ISBN 3-7780-4911-9.

### Herausgeberschaften
- Gelebte Sportpädagogik. Zusammen mit Eckart Balz. Feldhaus Verlag Hamburg 2023, ISBN 978-3-88020-708-0.
- Die sportlich heiteren und politisch gescheiterten Olympischen Spiele München ’72. Zum Gedenken an Walther Tröger. Zusammen mit Harald Pieper und Ulrich Schulze-Forsthövel. Arete Verlag Hildesheim 2023, ISBN 978-3-96423-112-3.
- „… auf den letzten Metern“. Momente des Zieleinlaufs. Eine Anthologie. Arete Verlag Hildesheim 2021, ISBN 978-3-96423-058-4.
- Sportwissenschaft in pädagogischem Interesse. Zusammen mit Eckart Balz. Feldhaus Verlag Hamburg 2018, ISBN 978-3-88020-661-8.
- 100 Jahre Handball. 50 handverlesene Texte zum Spiel. Eine Anthologie. Arete Verlag Hildesheim 2017, ISBN 978-3-942468-84-8.
- Dietrich Kurz. Pädagogische Fragen zum Sport. Zusammen mit Eckart Balz. Ausgewählte Beiträge. Arete Verlag Hildesheim 2017, ISBN 978-3-942468-79-4.
- Sportentwicklung vor Ort – Projekte in deutschen Quartieren. Zusammen mit Eckart Balz. Shaker Verlag Aachen 2015, ISBN 978-3-8440-3966-5.
- (Bearbeitung im Auftrag des Deutschen Olympischen Sportbundes): Sport gestaltet Gesellschaft. Zusammen mit Christian Siegel. Feldhaus Verlag Hamburg 2014, ISBN 978-3-88020-573-4.
- Sport, Soziale Arbeit, und Fankulturen. Positionen und Projekte. Arete Verlag Hildesheim 2014, ISBN 978-3-942468-19-0.
- Sportlehrkräfte stärken! Bereiche – Befunde – Beispiele. Zusammen mit Eckart Balz. Hofmann Schorndorf 2014, ISBN 978-3-7780-4840-5.
- Lit. BERLIN-MARATHON. Texte von der Strecke. Eine Anthologie. Arete Verlag Hildesheim 2013, ISBN 978-3-942468-12-1.
- Schulsport öffnen. Strukturen, Lernorte, Akteure. Unter Mitarbeit von Eike Paul Büchner. (Sammelband der Zs. Sportpädagogik). Friedrich Verlag Seelze 2013.